# Brian Laudrup
Brian Laudrup (* 22. Februar 1969 in Wien, Österreich) ist ein ehemaliger dänischer Fußballspieler.

## Karriere

### Vereine
Brian Laudrup begann seine Profikarriere 1986 bei Brøndby IF, wechselte 1989 für eine Ablösesumme von zwei Millionen D-Mark nach Deutschland und spielte zunächst eine Saison beim Bundesligisten Bayer 05 Uerdingen. Sein Debüt gab er am 28. Juli 1989 (1. Spieltag) beim 3:0-Heimsieg über den FC Homburg. Am 23. August (5. Spieltag) gelangen ihm seine ersten beiden Tore, als der Hamburger SV im Heimspiel mit 5:2 besiegt wurde. Im Sommer 1990 wechselte Laudrup zum FC Bayern München, bei dem der Däne zwei weitere Erstliga-Spielzeiten absolvierte und dabei in 53 Spielen elf Treffer erzielte. Überschattet wurde Laudrups Zeit in München von einem Kreuzbandriss, den er im August 1991 erlitt.
Laudrup wechselte 1992 zum italienischen Erstligisten AC Florenz und ein Jahr später zur AC Mailand. Zur Saison 1994/95 wechselte er erneut den Verein und spielte vier Jahre beim schottischen Erstligisten Glasgow Rangers. Laudrup wechselte 1998 schließlich zum FC Chelsea nach England, blieb dort aber nur bis zum Winter, um anschließend nach Dänemark zurückzukehren und beim FC Kopenhagen zu unterschreiben. Seine Zeit in Kopenhagen war jedoch nicht von Erfolg gekrönt. Aufgrund enttäuschender Leistungen Laudrups wurde dessen Verpflichtung als „großes Missverständnis“ bezeichnet. Kim Brink, der damalige Trainer des FC Kopenhagen, teilte Laudrup zwei Wochen vor Saisonende mit, dass man mit ihm nicht mehr plane; unterdessen stellte sich heraus, dass er bei seiner Vertragsunterschrift in Kopenhagen zwei Verträge unterzeichnet hatte. In der Sommerpause 1999 wechselte Laudrup erneut ins Ausland zum niederländischen Verein Ajax Amsterdam. Nach der Saison 1999/2000, in der Laudrup zu den Stammspielern gehört hatte, beendete er aufgrund einer Achillessehnenverletzung seine Karriere.

### Nationalmannschaft
Am 23. Juli 1984 trug Laudrup erstmals das Trikot der dänischen Nationalmannschaft, als er mit der U-17-Auswahl in Akureyri (Island) – im Rahmen eines Jugendturniers – gegen die Auswahl Norwegens mit 1:2 verlor. Für die U-19-Auswahl debütierte er am 1. Oktober 1985 in Frederikshavn beim 6:4-Sieg gegen die Auswahl Österreichs; für die U-21-Nationalmannschaft am 2. Juni 1987 in Hvidovre bei der 0:1-Niederlage gegen Tschechien.
Für die A-Nationalmannschaft spielte er zwischen 1987 und 1998 82-mal und erzielte 21 Tore. Sein erstes Spiel absolvierte er am 18. November 1987 in Århus bei der 0:1-Niederlage gegen die deutsche Olympia-Auswahlmannschaft, sein letztes am 3. Juli 1998 in Nantes während der Weltmeisterschaft in Frankreich bei der 2:3-Niederlage im Viertelfinale gegen Brasilien. Sein größter Erfolg auf internationaler Ebene war der Gewinn der Europameisterschaft 1992 in Schweden.
Laudrup gehörte außerdem der dänischen Futsalnationalmannschaft an, die bei der 1. Futsal-Weltmeisterschaft 1989 teilnahm, nach der Vorrunde aber ausschied.

## Erfolge und Auszeichnungen

### Verein
Brøndby IF (1986–1989)
- dänische Meisterschaft: 1987, 1988
- Dänischer Pokalsieger: 1989

FC Bayern München (1990–1992)
- DFL-Ligapokal-Sieger 1990

AC Mailand (1993–1994)
- Italienische Meisterschaft: 1994
- UEFA Champions League: 1994

Glasgow Rangers (1994–1998)
- Schottischer Meister: 1995, 1996, 1997
- Schottischer Pokalsieger: 1996

### Nationalmannschaft
- Europameister: 1992
- Confed-Cup-Sieger: 1995

### Persönliche Ehrungen
- Fußballer des Jahres in Dänemark 1989, 1992, 1995, 1997
- Fußballer des Jahres in Schottland 1995, 1997
- Mitglied in der Sportens Hall of Fame seit 2014
- All-Star-Team der Europameisterschaft: 1992

## Sonstiges
Brian Laudrup ist verheiratet und hat zwei Kinder. Seine Schwiegertochter Cathrine Laudrup-Dufour ist Dressurreiterin und gewann bei den Olympischen Sommerspielen 2024 die Mannschafts-Silbermedaille. Brian Laudrups Vater Finn Laudrup und sein älterer Bruder Michael Laudrup waren Profifußballspieler. Brian Laudrup wurde in Wien geboren, da sein Vater zu diesem Zeitpunkt gerade beim Wiener Sport-Club spielte. Im September 2010 wurde bekannt, dass Brian Laudrup an Lymphdrüsenkrebs im frühen Stadium erkrankt ist.